# Chimie cuantică
Chimia cuantică sau mecanica cuantică moleculară este o ramură a chimiei care se ocupă cu studiul aplicației mecanicii cuantice în modelele fizice și experimentele sistemelor chimice sau moleculare. În special, domeniul are în vedere calculul mecano-cuantic al contribuțiilor electronice la proprietățile fizice și chimice ale moleculelor, materialelor și soluțiilor la nivel atomic.

## Concepte

### Structura electronică
- Metoda legăturii de valență (MLV)
- Metoda orbitalilor moleculari (MOM): orbital molecular, orbital molecular de antilegătură
- Teoria funcționalei de densitate (DFT)

### Dinamică chimică
- Aproximarea Born-Oppenheimer
- Cuplaj vibronic